# Mchedrioni

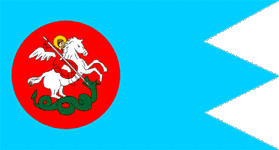
Prapor polovojenské organizace Mchedrioni

Mchedrioni (gruzínsky: მხედრიონი) byla gruzínská nacionalistická polovojenská a politická organizace. V letech 1991 a 1995 byla dvakrát postavena mimo zákon, ale později byla obnovena jako politická strana Unie Patriotů. Název Mchedrioni lze volně přeložit jako Jezdci, ale Gruzínci to chápou spíše ve významu Rytíři.

## Charakteristika
Založena byla v roce 1989 Džabou Joselianim jako pokračovatel historické guerillové vojenské jednotky bojující proti uchvatitelům z Persie, Turecka i Ruska. Každý nový člen této organizace musel složit přísahu, ve které se zavázal chránit občany Gruzie, Gruzínskou ortodoxní a apoštolskou církev a gruzínské území. Dál museli členové nosit s sebou medailon s výjevem Svatého Jiří bojujícího s drakem na jedné straně a jméno nositele medailonu se znázorněním jeho krevní skupiny na druhé straně. Mchedrioni byla založena v době kolapsu sovětské moci na Kavkazu, když společně s euforií spojenou se získáváním nezávislosti nastal i prudký vzestup nacionalismu, takže tím chtěl zakladatel vyvážit vliv dalších nacionalistických skupin. Nejhorší vztahy měli gruzínští nacionalisté s Abchazy a Osety, a to i v dobách sovětské moci.
Členové organizace Mchedrioni ale přes svůj zpočátku dobrý program neměli u lidu příliš velkou podporu a byli považováni za brutální a po zuby ozbrojené bandity. Dali se dobře poznat dle jejich uniformních džín, svetrů, bund a slunečních brýlí, které si nesundávali ani uvnitř budov. Vůdcové Mchedrioniů navíc chodili v oblecích se zbraněmi. Mchedrioniové bývali často obviňováni z kriminální činnosti, zejména z vydírání podnikatelů, z nájezdů na benzínové stanice a také ze styků s ruskou mafií. Rovněž zatarasovali silnice a projíždějící řidiče pokutovali, pašovali drogy a pořádali loupeživé nájezdy. Do roku 1991 měla Mchedrioni na tisíc členů na plný úvazek a dalších 10 tisíc spolupracovníků, tedy mnohem více členů, než měla oficiální ozbrojená složka Národní garda.

## Svržení Zviada Gamsachurdii
Ačkoliv měl Joseliani s vůdcem protisovětské opozice Gamsachurdiou většinou stejné zájmy, alespoň co se nacionalismu týče, nechal ho v únoru 1991 bez soudu uvěznit, i jeho spolupracovníky, aby zabránil rozrůstání kriminality. Mchedrioni pak byla zákonem zakázána. Během puče v Rusku v červnu 1991 prezident Gamsachurdia odvolal vrchního velitele Národní gardy Tengize Kitovaniho a premiér Tengiz Sigua rezignoval. Tito dva pak společně s Joselianim vytvořili opoziční koalici proti prezidentovi a v prosinci 1991 provedli Kitovaniho lidé nájezd na věznici, aby pomohli uprchnout Joselianimu i jeho spolupracovníkům. Následně započal ozbrojený puč proti vládě a v ulicích Tbilisi propukly přestřelky mezi aliancí Kitovaniho vojáků s Mchedrionijci a oficiálními ozbrojenými složkami, tzv. zviadisty. Pučisté oblehli budovu parlamentu a přes Vánoce až do 6. ledna 1992. Toho dne se povedlo Gamsachurdiovi uprchnout z budovy, města i země. Během puče zemřelo při přestřelkách více než sto lidí.

## Mchedrioni po Gamsachurdiovi
Členové Mchedrioni se poté soustředili na potlačení činnosti zbylých zviadistů. Místo Gamsachurdii začal v Gruzii vládnout Eduard Ševardnadze, který měl podle představ vůdců pučistů zlepšit tvář nové vlády, jež byla z důvodu přílišného oslabení oficiálních bezpečnostních složek závislá na této organizaci. Ozbrojení Mchedrioni bylo možné vidět i v prostorách parlamentu jako osobní stráž novopečeného poslance Džaby Joselianiho.
V roce 1993 se výrazně zhoršila situace v Abcházii a na západě Gruzie, kterou ovládali příznivci svrženého prezidenta Gamsachurdii. Mchedrioni proto spolu s Kitovaniho Národní gardou naplánovaly společnou akci proti abchazským separatistům i proti zviadistům. Akce dopadla pro Gruzínce katastrofálně a z Abcházie byla vyhnána jak Gruzínská národní garda a Mchedrioni, tak téměř veškeré tamní gruzínské obyvatelstvo. V bojích zemřelo na 10 000 lidí. Toho využil Gamsachurdia, který se tajně vrátil do Gruzie, aby vedl ozbrojené povstání na západě země proti Ševardnadzeově, de facto ale Joselianiho, Kitovaniho a Siguově vládě. Tehdy dostali Mchedrioni oficiální statut v gruzínských bezpečnostních silách jako "Gruzínská záchranná brigáda", a účastnily se potlačování povstání. Definitivní porážku zviadistů ale zařídili až Rusové svou intervencí.
Po skončení občanské války dostali členové Mchedrioni pravomoci odstraňovat na západě Gruzie od moci poslední zbytky Gamsachurdiových přívrženců, přičemž si počínali hodně brutálně. Jejich činy byly často předmětem kritiky mezinárodních organizací pro lidská práva a dokonce představiteli okolních zemí. Ševardnadze po uklidnění situace na jejich činy reagoval omezováním jejích pravomocí a Mchedrioni nadále směla existovat jen jako civilní organizace. Realita ovšem byla taková, že ji Joseliani i nadále využíval jako svou soukromou armádu. Začátkem roku 1995 proto prezident Ševardnadze nařídil Mchedrioni odzbrojit a organizaci obvinil z dalekosáhlých kriminálních aktivit a z organizovaného zločinu. 29. srpna téhož roku pak spáchali neznámí útočníci na Ševardnadzeho neúspěšně atentát a ten pak z tohoto činu obvinil mafiánskou koalici, do níž započítal Joselianiho a další, včetně celé organizace Mchedrioni. Joselianiho, jenž přišel o poslaneckou imunitu, dal uvěznit spolu s dalšími špičkami organizace a celou Mchedrioni rozpustil.
I přes oficiální rozpuštění nadále fungovali jako šedá eminence gruzínské politiky. V roce 1999 se ale mnozí bývalí Mchedrioni v čele s Tornikem Berišvilim dali dohromady a založili nové Mchedrioni, tentokrát jako politickou a ne jako polovojenskou organizaci. Byli však brzy obviňováni ze styků s čečenskými povstalci z opačné strany Kavkazu a z pokračování bojových aktivit jako např. guerril v Abcházii. Po propuštění z vězení v roce 2000 se do vedení Mchedrioni vrátil Džaba Joseliani, jenž zároveň oznámil kandidaturu na prezidenta do příštích voleb a také účast Mchedrioni v parlamentních volbách v roce 2003. Joseliani však půl roku před uskutečněním těchto plánů zemřel.
Samotná Mchedrioni nedokázala získat od úřadů registraci pod původním jménem, takže se v roce 2002 přejmenovala na Unii patriotů. Trochu paradoxní bylo, že se v této straně původní členové Mchedrioni spojili s někdejšími zviadisty, které v letech 1992-1995 tolik potlačovali. Pod tímto názvem ovšem také nebyli jako strana řádně zaregistrováni, navíc byl nový předseda strany Badri Zarandia v lednu 2003 zastřelen. Po smrti Zarandii a Joselianiho ztratila Mchedrioni prakticky veškerý vliv.